# Sabre Wulf
《Sabre Wulf》是英国游戏开发商Ultimate Play the Game开发动作冒险游戏，于1984年面向ZX Spectrum家用电脑发行。
评论称赞游戏画面鲜艳精致，但认为游戏定价过高，几近游戏均价的两倍。